# Clusia grandiflora
Clusia grandiflora là một loài thực vật có hoa trong họ Bứa. Loài này được Splitg. mô tả khoa học đầu tiên năm 1842.